# Giogo (araldica)
In araldica il giogo è simbolo di unione coniugale, concordia, devozione, pazienza e sottomissione al principe.

Giogo (Waigandshain, Germania)
Di rosso, a tre gioghi d'oro l'uno sull'altro (Kodisjoki, Finlandia)

## Posizione araldica ordinaria
Il giogo si rappresenta, di norma, posto in fascia.